# 雪広うたこ
雪広 うたこ（ゆきひろ うたこ、11月26日 - ）は日本の漫画家、イラストレーター。

## 作品リスト

### 漫画作品

#### 連載
- きみと手をつないで（原作：崎谷はるひ[2]、『ルチルSWEET』連載）
- 魔界王子 devils and realist（原作：高殿円、『コミックZERO-SUM』2009年12月号 - 2018年4月号[3]）
- うたの☆プリンスさまっ♪（原作：紅ノ月歌音/ブロッコリー、キャラクターデザイン原案：倉花千夏、『シルフ』連載）
- 少年王女（企画原案：武蔵野ぜん子、『シルフ』→『COMIC it』Vol.1[4] - 連載）
- 彼に依頼してはいけません（『コミックZERO-SUM』2018年5月号[5] - 連載中）

#### 学習漫画
- 大人になるまでに学びたい 夢・情熱・好奇心の育て方 マンガ世界の偉人6（「グリム兄弟」担当、朝日新聞出版）
- クレオパトラ 古代エジプト最後の女王 角川まんが学習シリーズ まんが人物伝（KADOKAWA）[6]

### 挿画
- 藍より甘く（著：一穂ミチ、幻冬舎ルチル文庫）
- ただひとつの光（著：李丘那岐、幻冬舎ルチル文庫）
- 終焉の王国（著：梨沙、朝日新聞出版）
- 霊媒探偵アーネスト シリーズ（著：風森章羽、講談社ノベルス / 文庫版、講談社タイガ）
- シャーリー・ホームズと緋色の憂鬱（著：高殿円、早川書房）
- レアリア シリーズ（著：雪乃紗衣、新潮文庫nex）
- リライトノベル 坊っちゃん（原作：夏目漱石、著：駒井和緒、YA!ENTERTAINMENT）
- 宝石商リチャード氏の謎鑑定 シリーズ（著：辻村七子、集英社オレンジ文庫）
- Φの方石シリーズ（著：新田周右、メディアワークス文庫）

### ゲーム原画
- はつカレっ☆ 恋愛デビュー宣言!

### キャラクターデザイン
- いっしょにごはん。（キャラクターデザイン）
- Bonjour♪恋味パティスリー（キャラクター原案）
- B-PROJECT（キャラクターデザイン）[7]
- アルスマグナ（グッズキャラクタービジュアル）[8]
- カナメとハルキー（キャラクターデザイン）[9]
- フットサルボーイズ!!!!!（キャラクターデザイン原案）[10]
- ブレイクマイケース（キャラクターデザイン）